# Calatola laevigata
Calatola laevigata är en tvåhjärtbladig växtart som beskrevs av Paul Carpenter Standley. Calatola laevigata ingår i släktet Calatola och familjen Icacinaceae. Inga underarter finns listade i Catalogue of Life.